# Duomo di San Nicolò

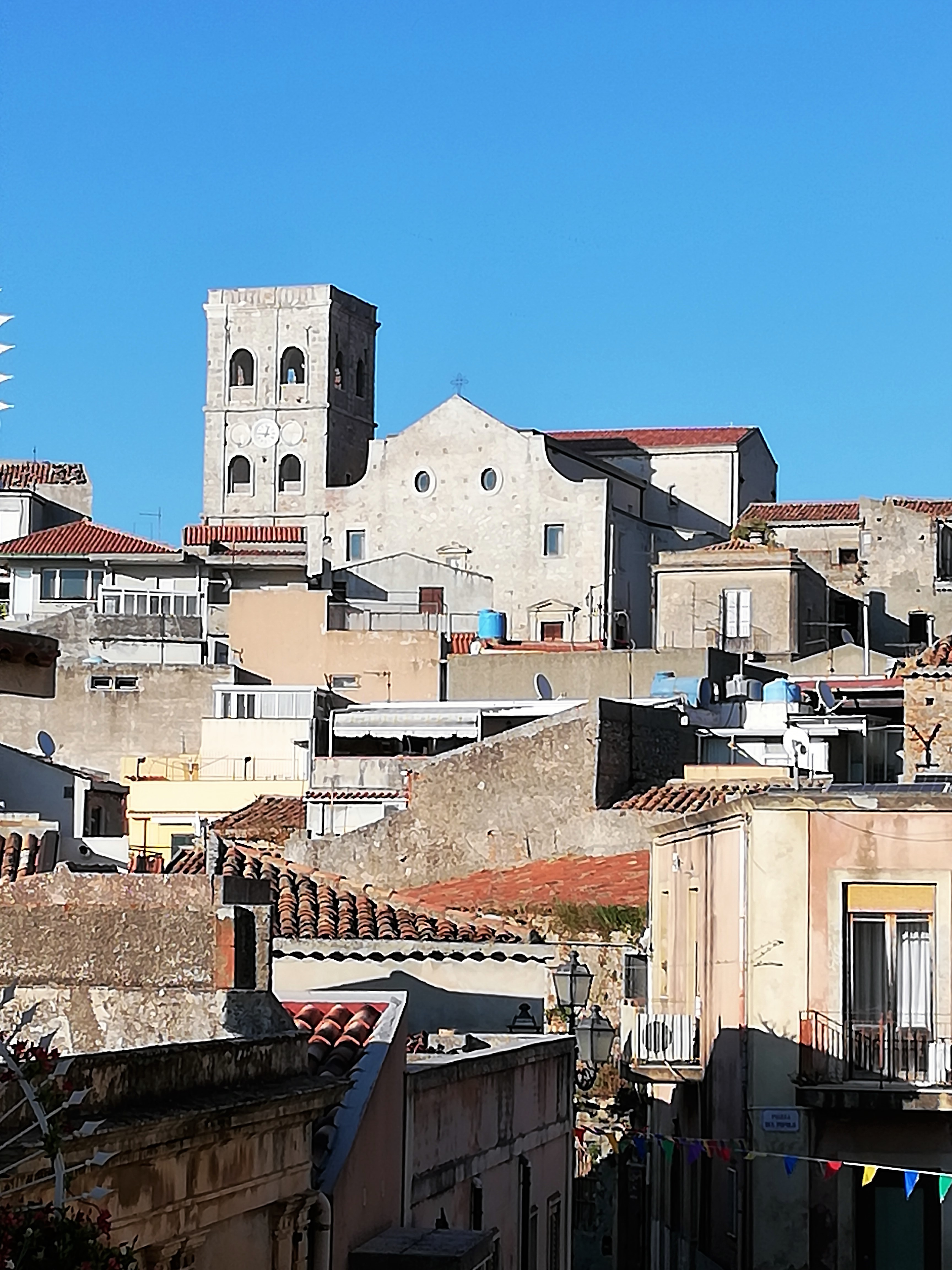
Il duomo visto dalla loggia del castello.

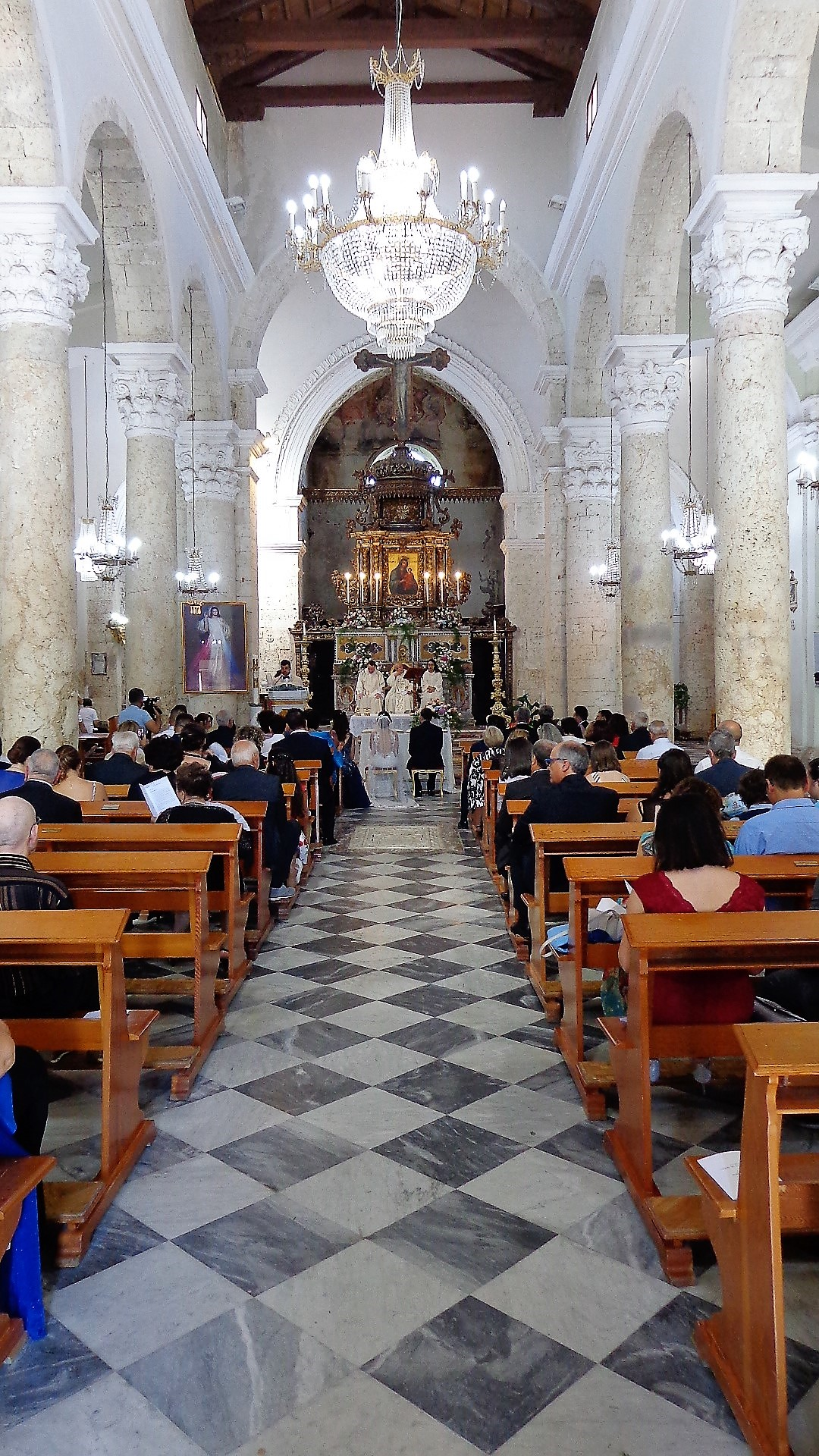
Navata.

Il duomo di San Nicolò o chiesa madre di San Nicola di Bari è il principale luogo di culto della cittadina di Roccavaldina.

## Storia

### Epoca aragonese
Una chiesa è descritta al tempo di Federico III d'Aragona. Costruzione Verosimilmente edificata ad opera di Giovanni Rocca, primo feudatario del paese appartenente della famiglia pisana dei Rocca.
Il tempio attuale fu costruito approssimativamente sull'area delle rovine di un preesistente luogo di culto intitolato a "Gesù e Maria", aggregato costituito da chiesa, chiostro e strutture. Fabbriche atterrate da un terremoto documentato nei primi anni del XV secolo.

### Epoca spagnola
Ampliamenti, rifacimenti e perfezionamenti nelle forme attuali operati dai componenti della famiglia Valdina.

### Epoca contemporanea
- 2018 - 2019, lavori di restauro.

## Esterno

### Facciata
La facciata dalle connotazioni rinascimentali presenta una parte centrale raccordata con vele ai poderosi cantonali laterali. Gli accessi sono costituiti da due portalini laterali sormontati da timpani triangolari inframezzati da portale caratterizzato da grosso architrave reggente un timpano spezzato con edicola intermedia, quest'ultima sormontata da arco e arricchita da volute laterali. Nella nicchietta è collocata una statuetta marmorea della Vergine. Due finestre garantiscono l'illuminazione delle navate laterali, due oculi ovoidali a quella centrale. Uno, due e tre gradini, rispettivamente per portale, raccordano il piano stradale al piano di calpestio interno lievemente rialzato.
- Controfacciata:
  - Sant'Antonio Abate Anacoreta, dipinto, opera di ignoto del XVII secolo, dono della famiglia Nastasi.
  - Morte di San Giuseppe, dipinto su tela d'autore ignoto.
  - Madonna di Termini, dipinto su tavola, opera del pittore Angelo Chirico.
  - Circoncisione di Gesù, opera proveniente dalla chiesa del Rosario.

Lato sinistro: sepolture di Vincenzo Vajola e consorte e di Domenico Vajola, rispettivamente del 1836 e del 1850;

Lato destro: sepolture di Rosa Grillo e Corrao (1787), del sacerdote Alberto Corrao (1817) e di Francesco Duca Passalacqua.

### Campanile

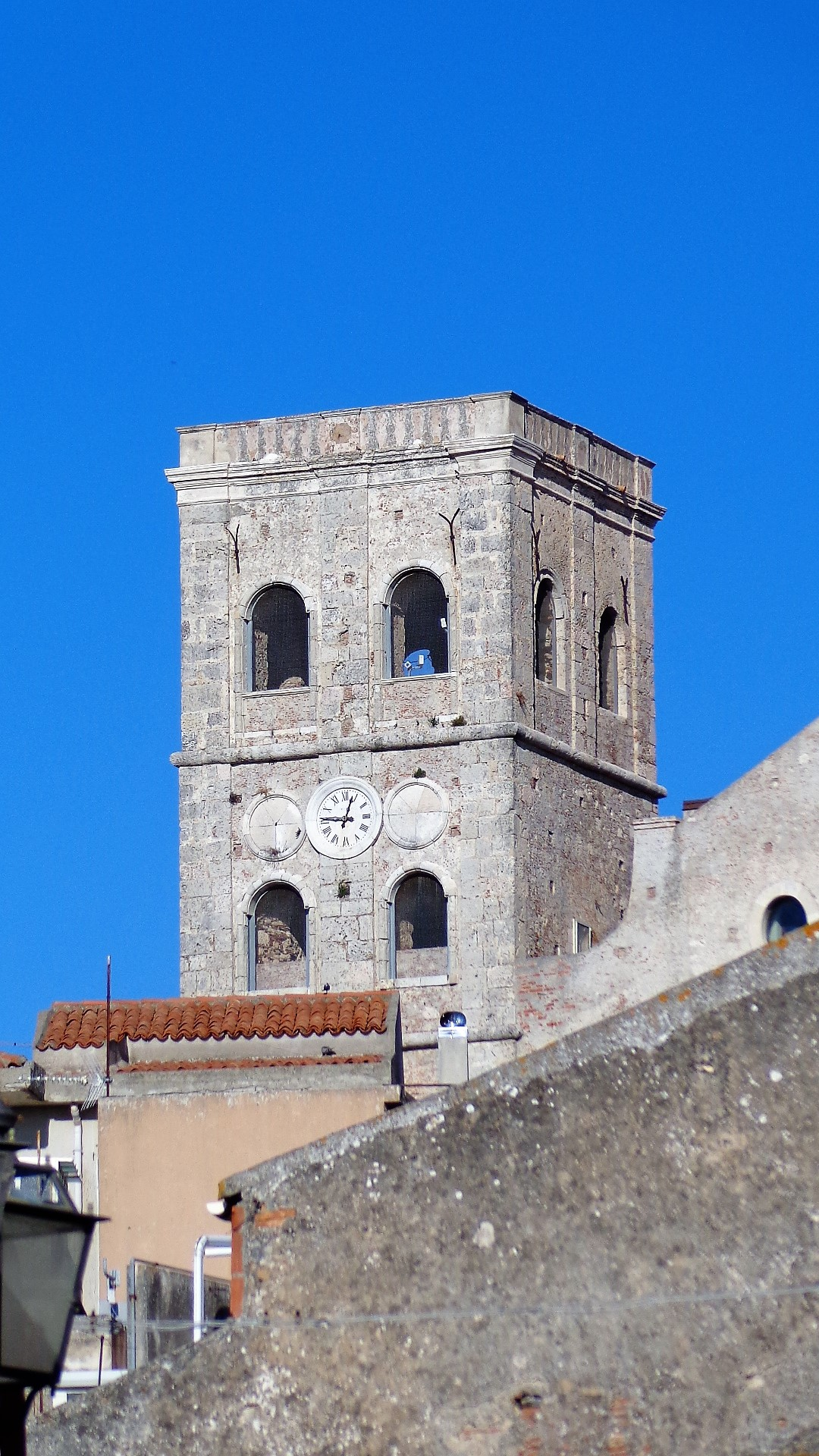
Torre campanaria.

La torre in stile rinascimentale presenta un poderoso corpo con un doppio ordine di celle campanarie sovrapposte. La cella inferiore presenta una coppia di monofore rivolte verso ponente. L'ultimo ordine mostra le logge aperte sui quattro lati. Sul prospetto d'occidente caratterizzato da tre paraste in conci e ripartito da marcapiano, nel livello centrale sono presenti tre quadranti: quello intermedio è adibito ad orologio.

## Interno
Impianto basilicale con tre absidi rivolte ad oriente. Interno ripartito in tre navate per mezzo di colonne arricchite da capitelli corinzi. Come il castello di Roccavaldina presenta una rara combinazione di stile fiorentino (tuscanico) che si innesta su particolari rinascimentali e barocchi.

### Navata destra
- Prima campata: ambiente senza cappella, varco laterale ad oriente.
- Seconda campata: ambiente senza cappella. Sulla parete l'affresco raffigurante la Strage degli Innocenti.
- Terza campata: Cappella di Sant'Antonio di Padova. Nella nicchia è custodita la statua lignea raffigurante Sant'Antonio di Padova del 1913.
- Quarta campata: Cappella del Santissimo Crocifisso. Il ripiano dell'arcata custodisce il Crocifisso e le statue raffiguranti Maria Addolorata e San Giovanni Evangelista sul Calvario. Patrocinatori dell'ambiente la famiglia Passalacqua.
- Quinta campata: Cappella della Madonna delle Grazie. Nella nicchia è custodita la statua raffigurante la Madonna delle Grazie. Fonte battesimale e capitello marmorei provenienti dalla primitiva chiesa.

### Navata sinistra
- Prima campata: ambiente senza cappella occupato dalle strutture della torre campanaria.
- Seconda campata: ambiente senza cappella. Sulla parete l'affresco raffigurante la Caduta di Gerico.
- Terza campata: Cappella dell'Immacolata. Sulla sopraelevazione il dipinto raffigurante la Pentecoste. Lateralmente la riproduzione di una Ultima Cena.
- Quarta campata: Cappella di San Giuseppe. Sulla sopraelevazione il dipinto raffigurante la Natività di Gesù.

- Quinta campata: Cappella dell'Annunziata. Sulla sopraelevazione il dipinto raffigurante l'Annunciazione, opera di Filippo Jannelli proveniente dalla chiesa del Rosario. Affreschi del XVII secolo raffiguranti scene del Vecchio e Nuovo Testamento.

### Transetto

#### Absidiola destra
- Absidiola destra: Cappella del Santissimo Sacramento o Cappella della Vergine. Altare con nicchia contenente la statua marmorea raffigurante la Vergine con bambino, opera attribuita ad Andrea Calamech. Sul pavimento una lapide copre la tomba di Donna Paola Valdina Vignolo.[6]

#### Absidiola sinistra
- Absidiola sinistra: Cappella di San Nicola di Bari. Altare dedicato a San Nicolò di Bari ad intarsi marmorei policromi XVIII secolo. Sepolcro marmoreo col busto di Giovanni Valdina Vignuolo (1692), Andrea Valdina.[4]

Due affreschi con episodi della vita del Santo. Oggi resta visibile solo l'affresco di sinistra che rappresenta l'episodio di San Nicola in carcere.

#### Braccio destro
- Monumento funerario di Del Vecchio Andrea Valdina del 1600,[7] patrocinatore del perfezionamento del tempio. Sulla parete in alto la tavola lignea raffigurante San Nicola, d'ignoto autore. Dipinto su tela raffigurante Gesù e due sante (verosimilmente Marta di Betania e Maria Maddalena), opera attribuita a Giovanni Simone Comandè.

#### Braccio sinistro
- Monumento funerario di Maurizio Valdina, protonotaro del Regno morto all'età di 22 anni, realizzato dall'architetto fiorentino Camillo Camilliani e bottega nel 1597. Figlio di Andrea Valdina Junior e Laura di Ventimiglia.[7] Tela raffigurante l'Immacolata.

#### Presbiterio
- Sontuoso baldacchino in legno scolpito dell'altare maggiore XVII secolo o macchina lignea realizzata da frate francescano Giacomo della Rocca, al secolo Stefano Tancredi. Al centro è custodita l'immagine raffigurante la Madonna della Lettera. Dal tetto pende un Crocifisso ligneo del XV secolo.

#### Coro
Manufatto collocato in un ambiente dietro l'altare maggiore, restaurato nel 2012.

## Sacrestia
Sulla porta d'ingresso è collocata la tavola d'ignoto autore raffigurante San Nicola di Bari.
- Armadio multiplo a cassettoni costruito alla fine del 700.
- San Nicola, statua processionale.
- Lavabo ottocentesco.
- Gesù sul monte degli Ulivi, dipinto.

## Galleria d'immagini

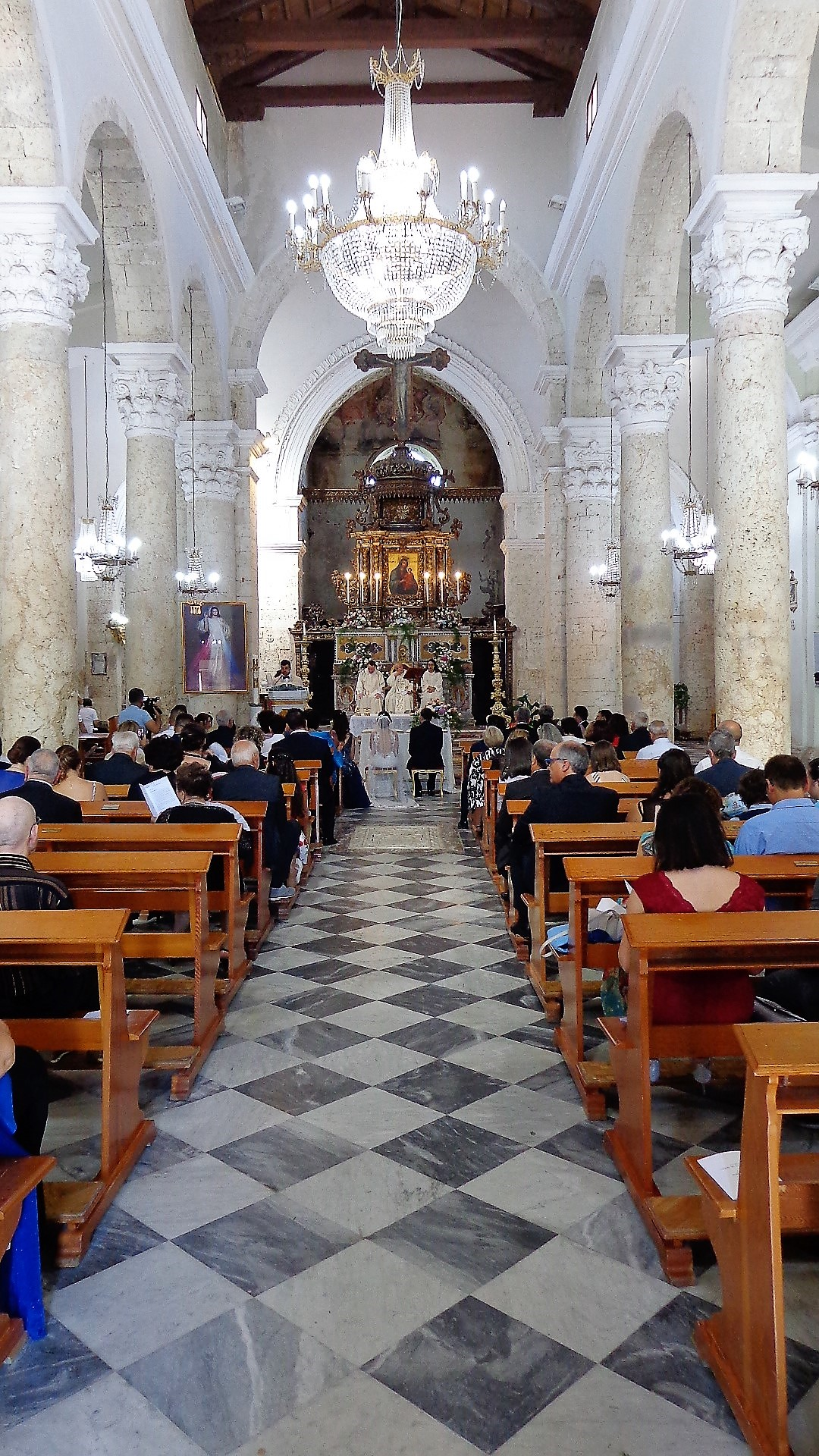
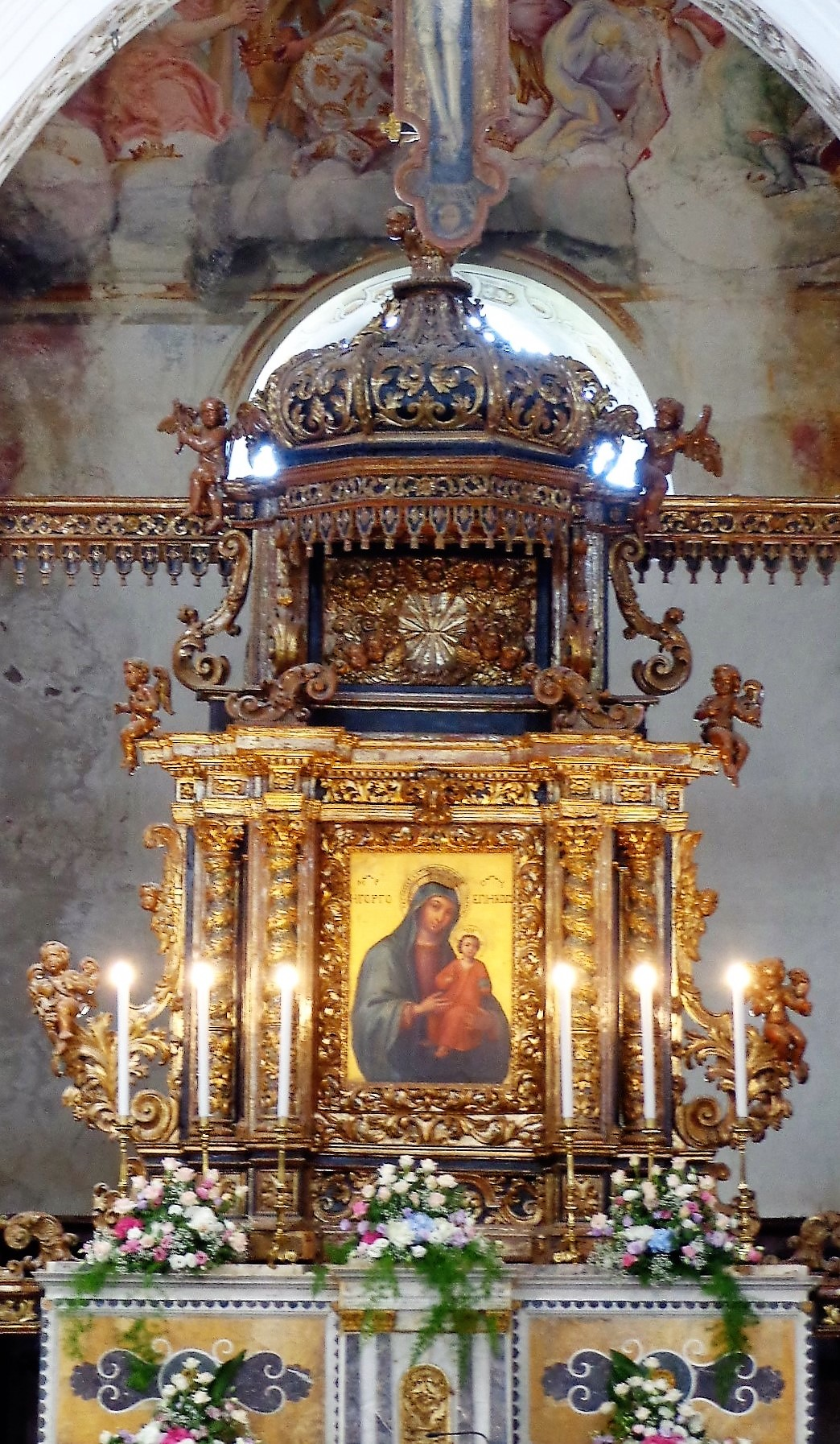
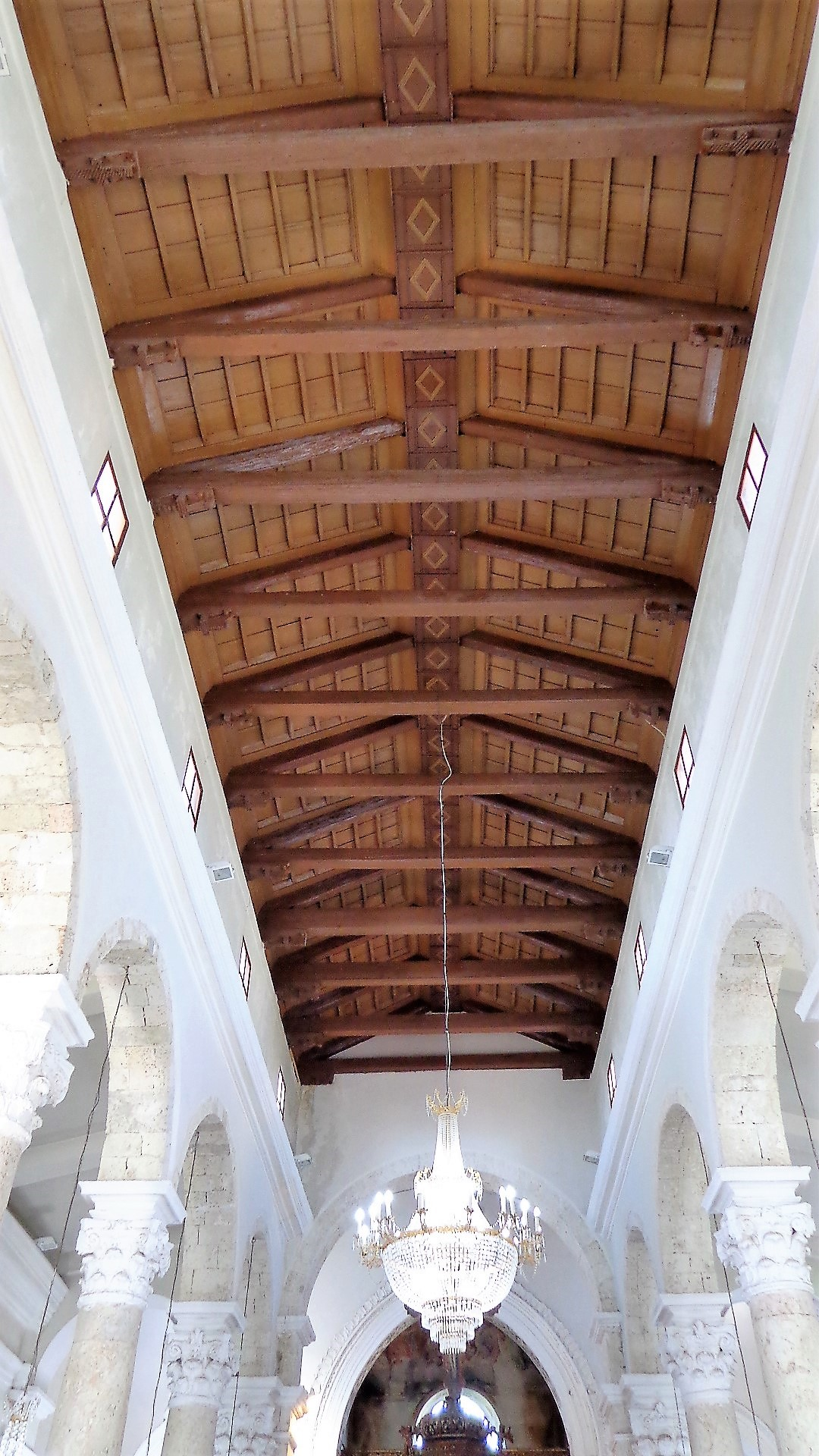
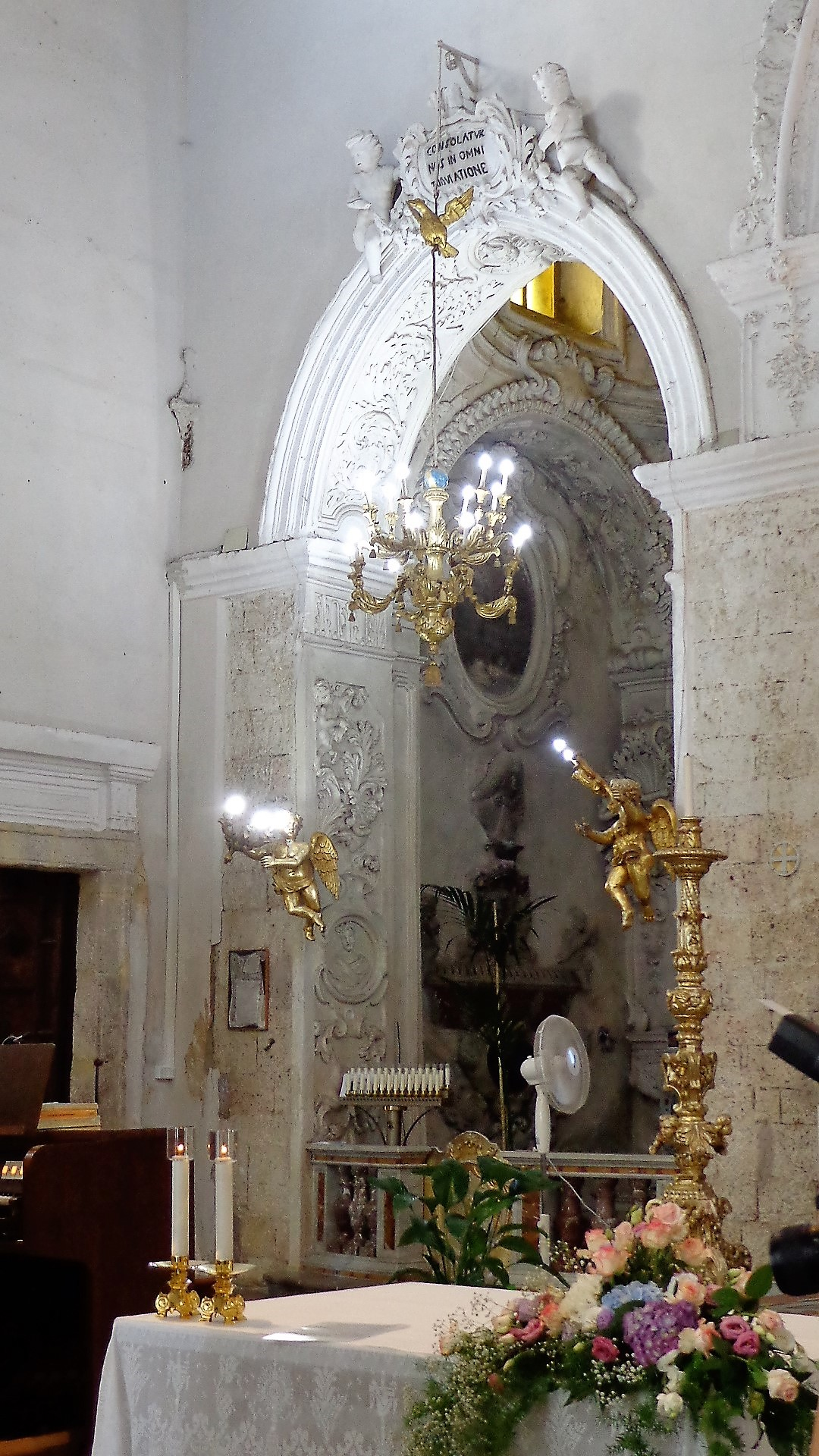
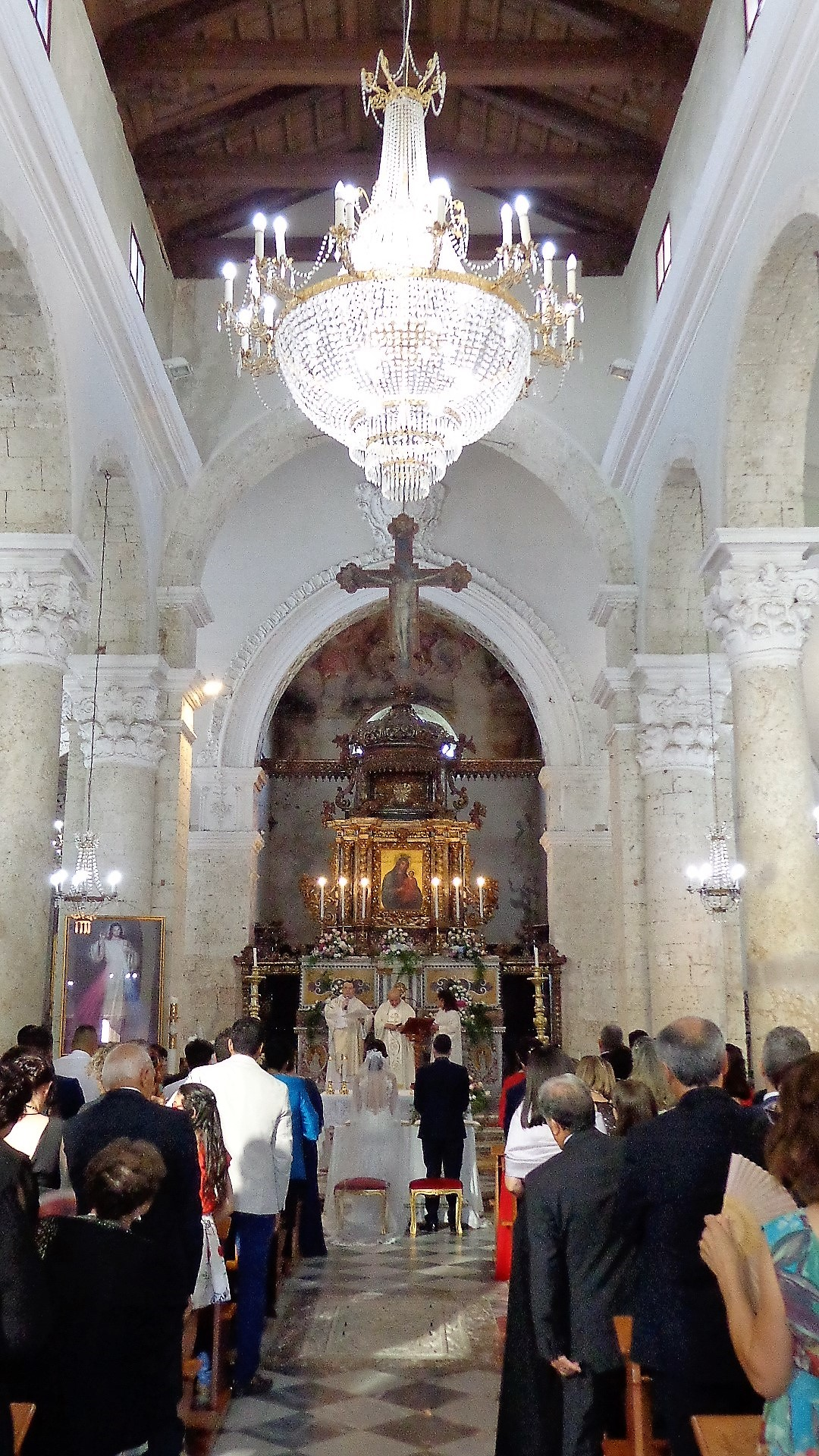
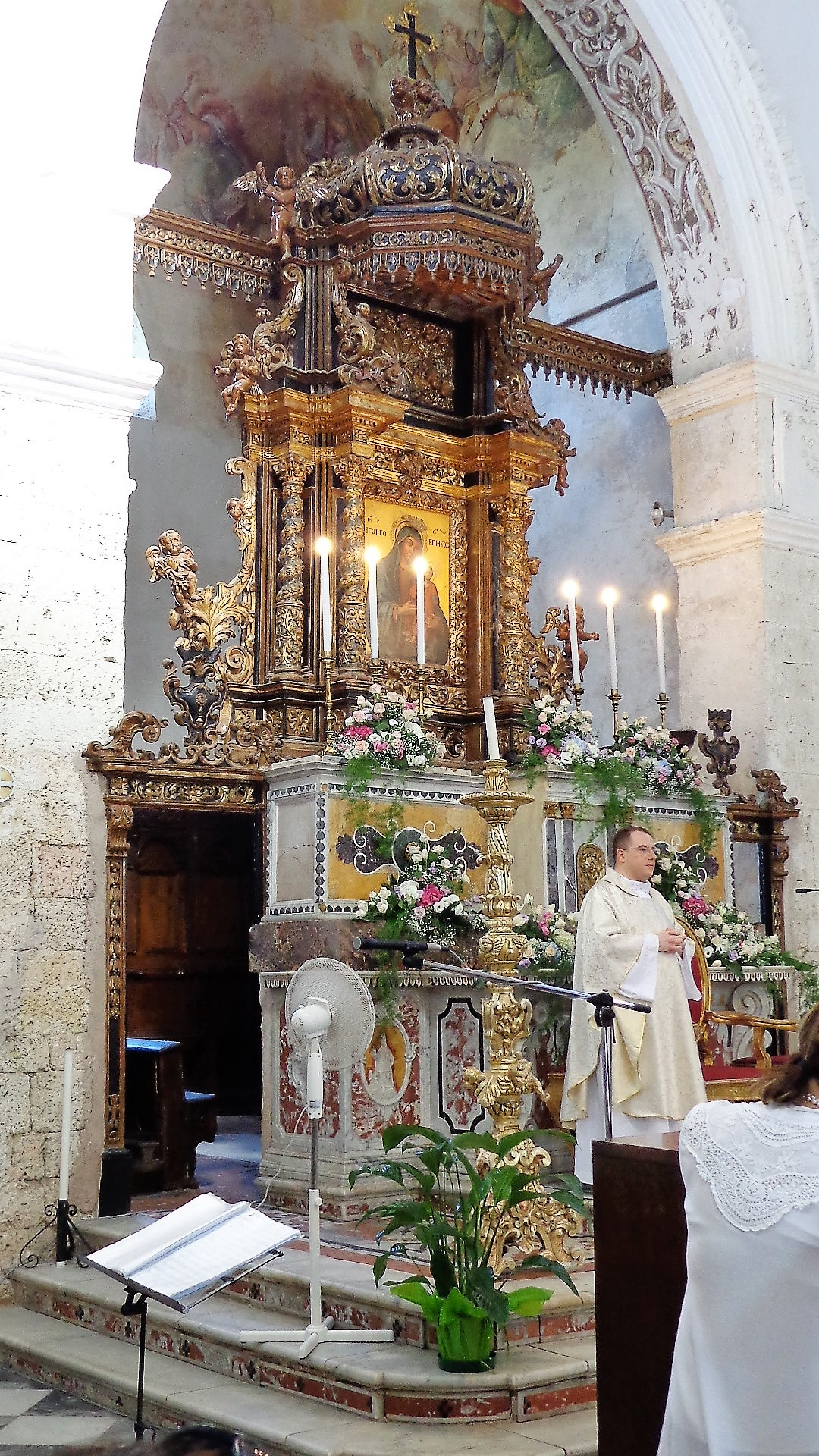
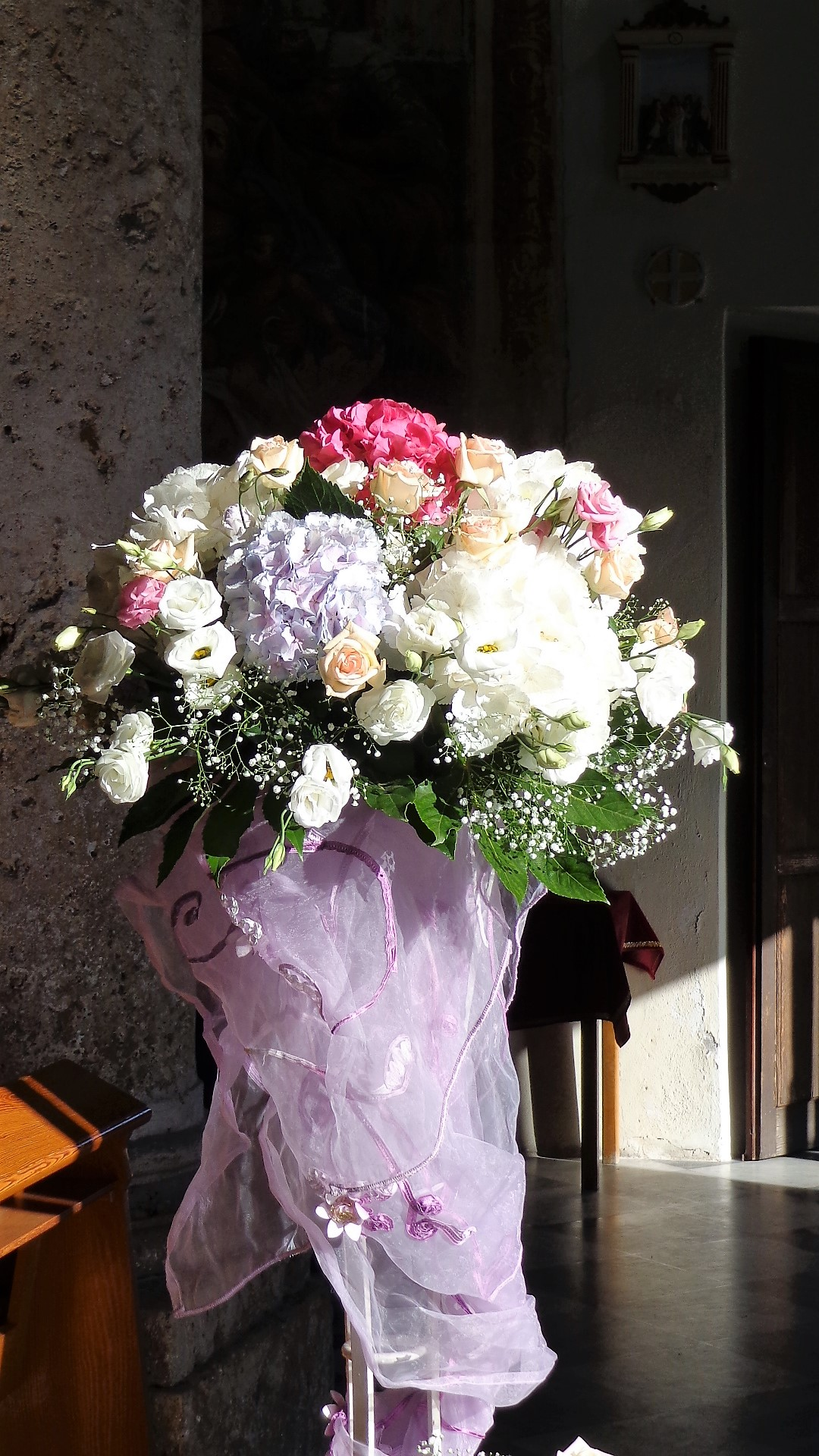
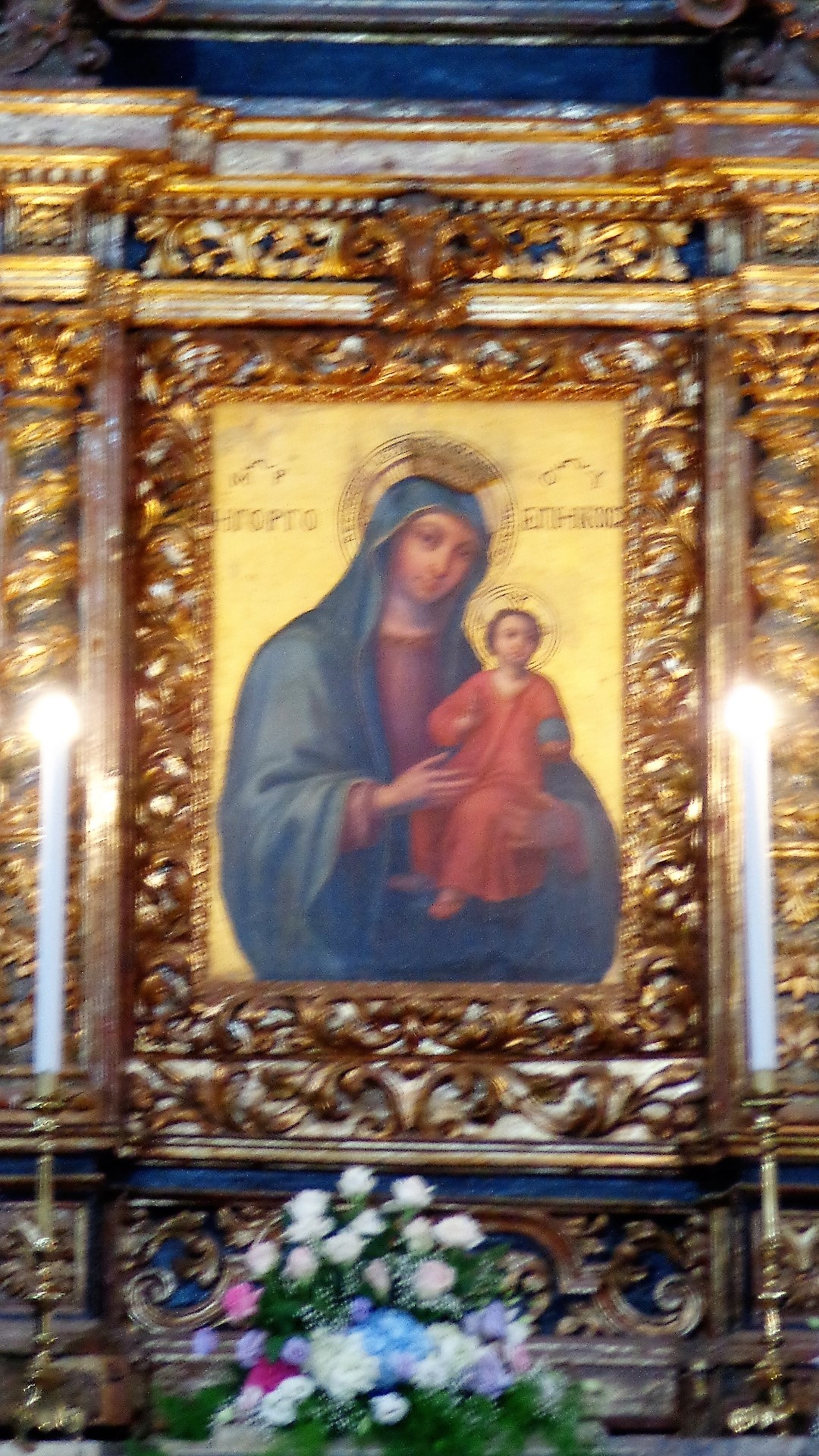
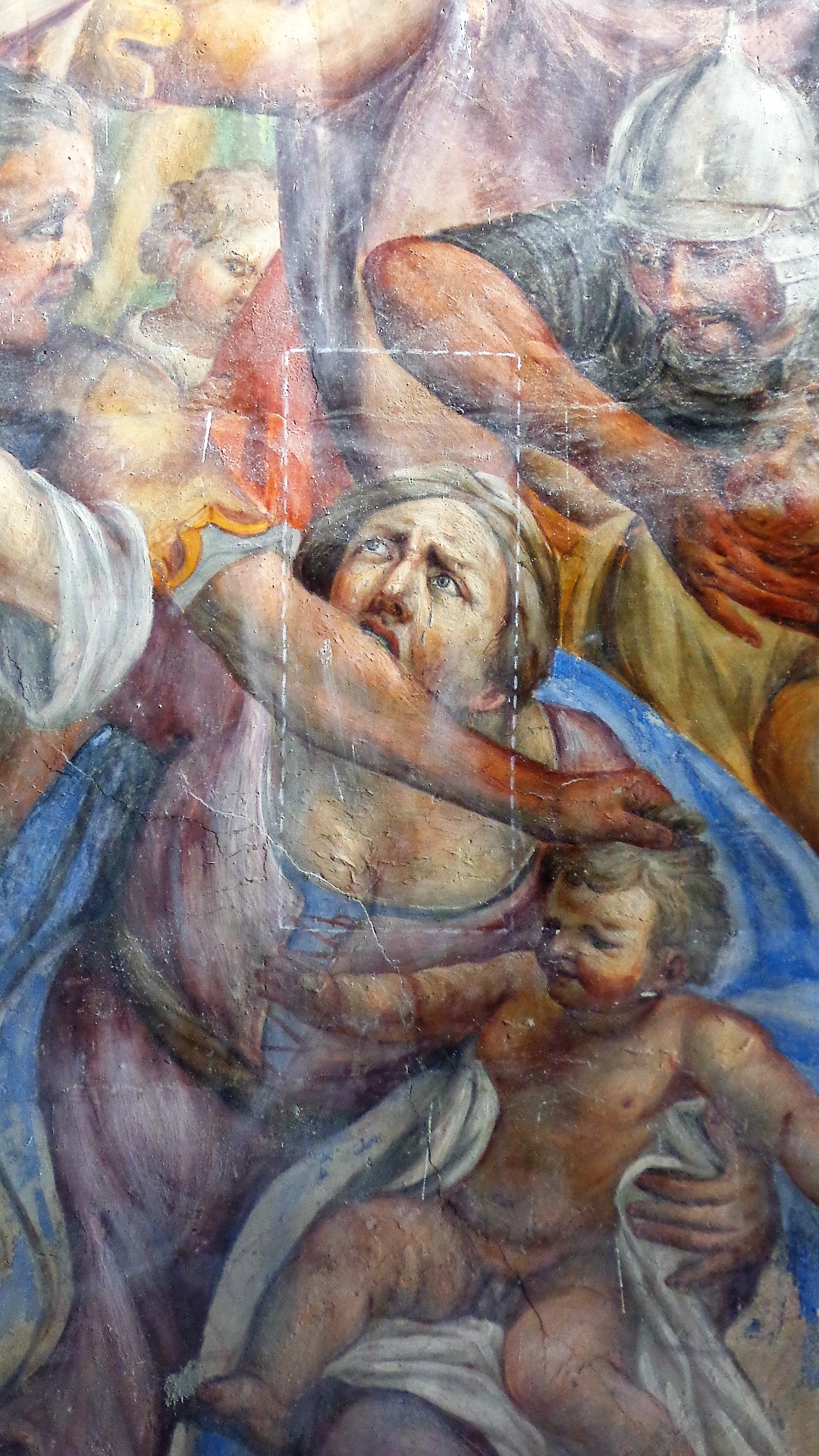
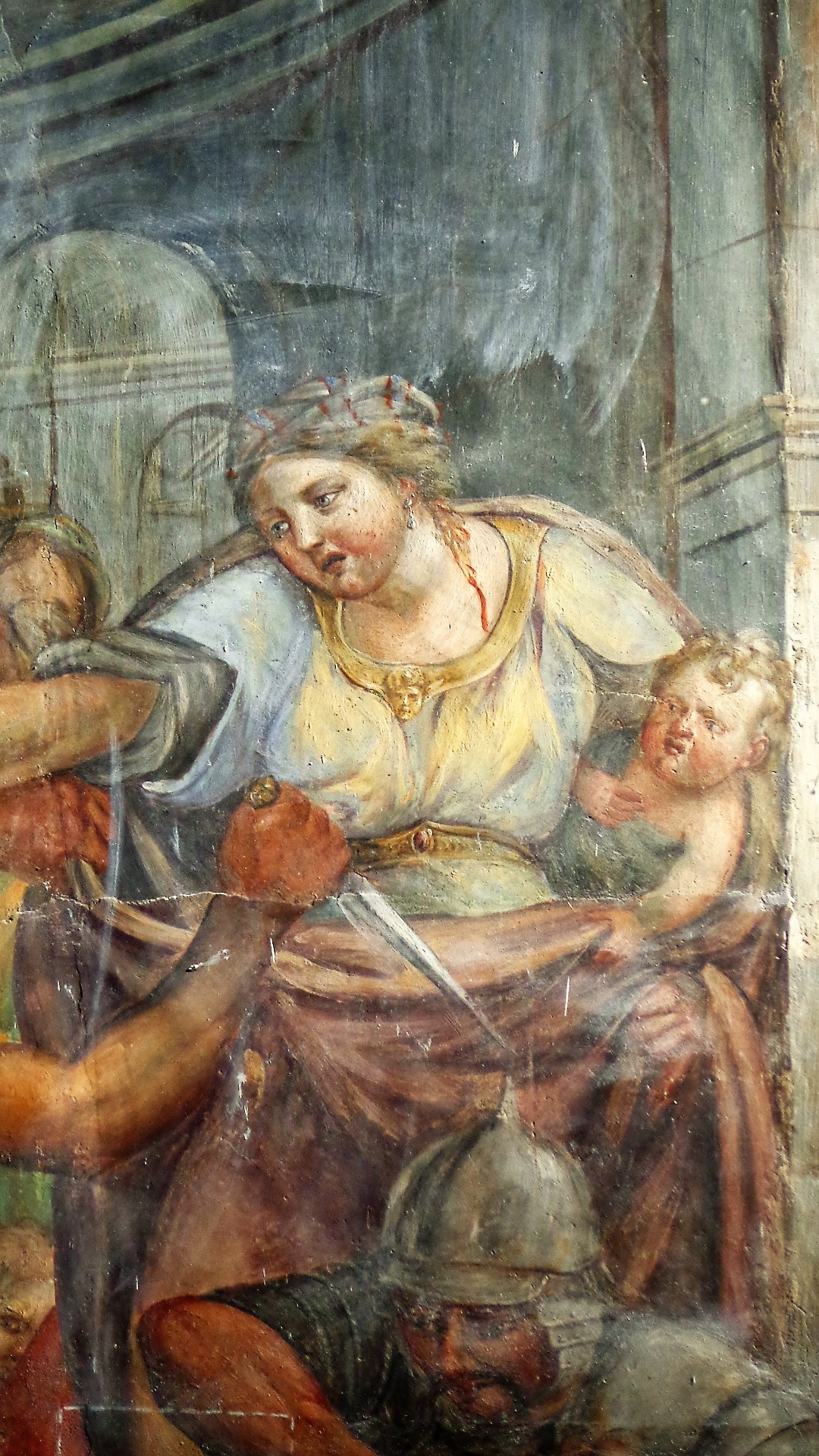
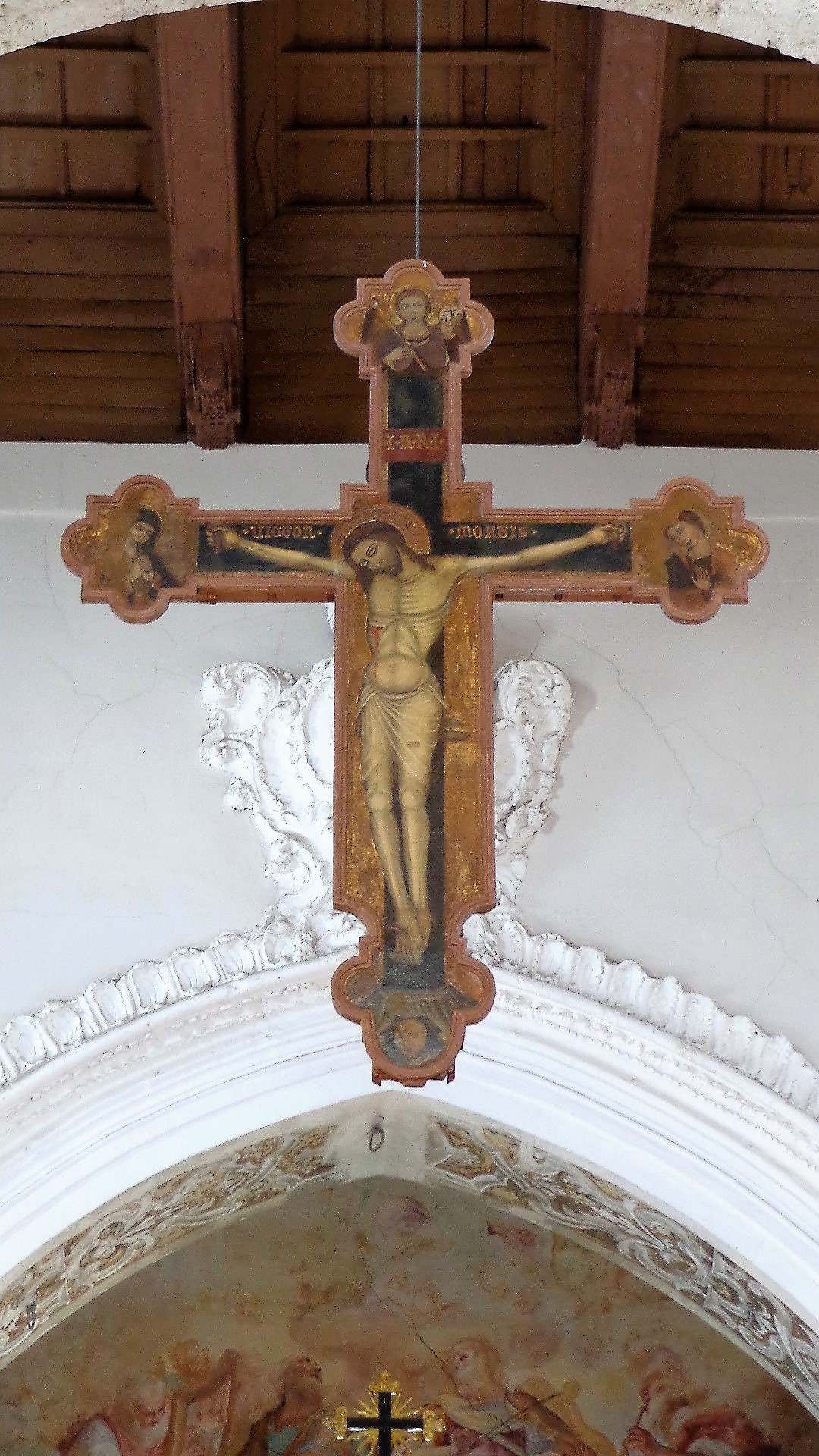
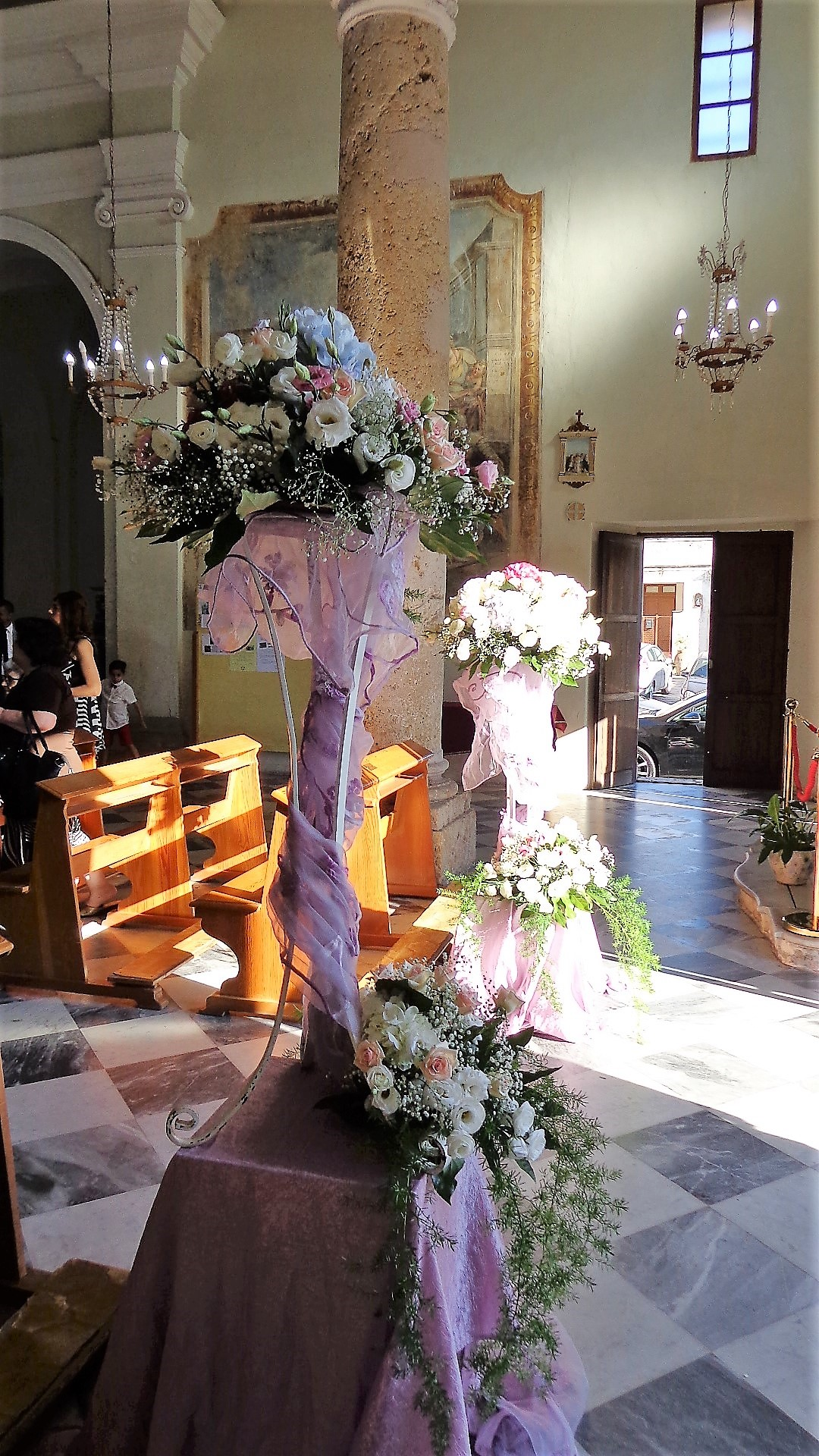

## Festa
- 6 dicembre.